# قسم ميامي داد للإطفاء والإنقاذ

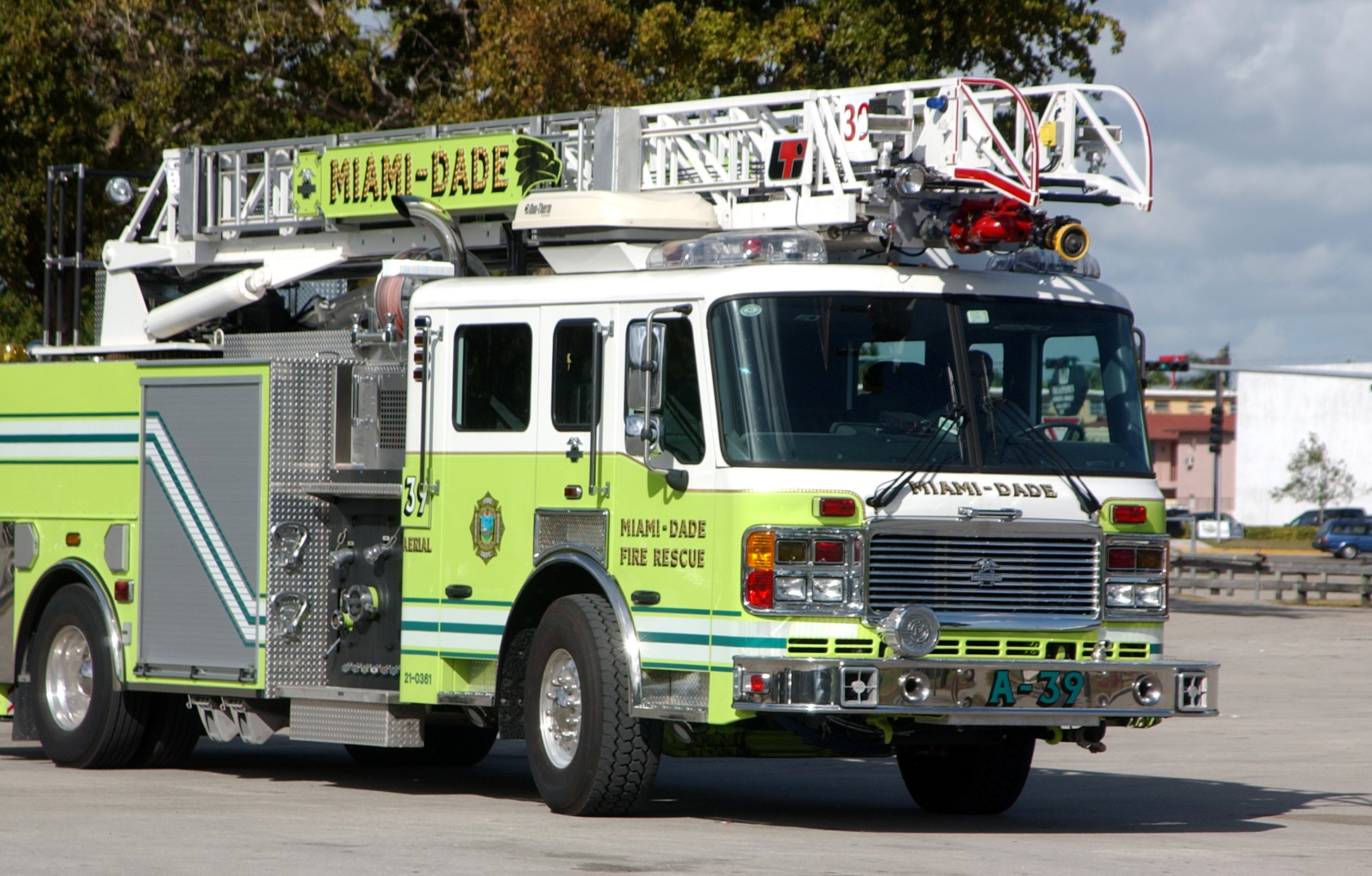
سيارة اطفاء تابعة لقسم ميامي داد للاطفاء والإنقاذ

 قسم ميامي داد للإطفاء والإنقاذ (بالإنجليزية: Miami-Dade Fire Rescue Department)‏ (اختصارا: MDFR), ويقوم بعمليات الإطفاء وخدمات الطوارئ في مقاطعة ميامي داد ولاية فلوريدا. ويقع مقرها الرئيسي في دورال, فلوريدا.
نظمت في عام 1935 كدورية لاطفاء الحرائق، وقد نمت لتصبح واحدة من الادارات العشر الكبرى لاخماد الحرائق والإنقاذ في الولايات المتحدة مع ميزانية تشغيلية سنوية تبلغ أكثر من 418 مليون دولار, و148 مليون دولار كراس مال لتنفيذ خطط في سنوات المقبلة. ويعل بها حاليا أكثر من 2,550 موظف، بينهم أكثر من 2,000 رجل اطفاء يرتدي اللباس الرسمي.
وبوجد 66 محطة اطفاء وانقاذ في مقاطعة ميامي داد والبلديات الثلاثين التي تخدمها وهي: افينتورا، بال هاربور، جزر خليج هاربور، وبارك بيسكين، خليج كاتلر، دورال، ايل بورتال، مدينة فلوريدا، جولدين بيتش، حدائق هياليه، هوميستياد، هامهوكسك، انديان, جرييك، إيزلانديا، ميدلي، ميامي جراندز، ميامي لاكيز، ميامي شوريز، ميامي سبرينغز، نورث باي فاليج، نورث ميامي، نورث ميامي بيتش، أوبا-لوكا، بالميتو باي،, بينيكريست، , ميامي ساوث، سيني ايسليس بيتش، سيرفسايد، سويتواتر، فرجينيا جرادز، ويست كيندال، وويست ميامي.
كما يوفر خدمات النقل الجوي الطبية داخل مقاطعة ميامي داد, ولاية فلوريدا إلى مراكز العلاج، والمرافق الطبية الأخرى. كما تستخدم طائرات الهليكوبتر في عمليات الإنقاذ الجوي واداء مهمات البحث والإنقاذ ومكافحة الحرائق والحوادث التي تشملعلى عمليات استطلاع واسعة، مثل حرائق الغابات. كما يقدم قسم ميامي داد للإطفاء والإنقاذ خدمات الحماية من الحرائق لمطار ميامي الدولي، ومطار أوبا-لوكا.
كما يوجد في قسم ميامي داد للإطفاء والإنقاذ، قسم عمليات خاصة يتضمن وحدات مخصصة للاستجابة السريعة لمحافحة الحرائق والإنقاذ والإغاثة، وغواصين انقاذ لعمليات الإنقاذ البحري. والبحث عن مفقودين.
على طول 1,883ميل مربع (4,880 كم2) تلك المساحة التي تخدمها، يقدم قسم ميامي داد للإطفاء والإنقاذ منقذين ووحدات متخصصة 24 ساعة يوميا، سبعة أيام في الأسبوع، 365 يوما في السنة، وتقديم المساعدة في حالات الطوارئ لإنقاذ أكثر من 1.7 مليون من السكان والزوار.
خلال السنة 2007-2008، استجاب قسم ميامي داد للإطفاء والإنقاذ إلى مايقرب من 233,000 حالات طوارئ. وكانت أكثر من 75 بالمئة منها مساعدات طبية، حلقت مروحيات الإنقاذ الجوي خلال السنة 2007-2008 في أكثر من 1,600 مهمة.

## وصلات خارجية
- قسم ميامي داد للإطفاء والإنقاذ